# Andrei Mândrilă
Andrei Mândrilă (n. 28 noiembrie 2002, Câmpulung Moldovenesc, Suceava, România) este un canotor român.

## Carieră
A reprezentat România la Jocurile Olimpice de la Paris din 2024. În proba de patru rame s-a clasat pe locul 5, alături de Ștefan Berariu, Sergiu Bejan și Ciprian Tudosă. La Capionatele Europene de la Plovdiv din 2025 ei au cucerit medalia de aur.

## Disctincții
- 2025 - Cetățean de onoare al Craiovei[4]